# Демон-любовник
«Демон-любовник» (англ. The Daemon Lover, также James Harris, Child 243, Roud 14) — англо-шотландская народная баллада. Фрэнсис Джеймс Чайлд в своём собрании приводит восемь её вариантов. Впервые встречается в бродсайде (лубочном листке) середины XVII века, под характерным пространным названием:
|  | Предупреждение замужним женщинам на примере миссис Джейн Рейнолдс (с Запада), родившейся близ Плимута, которая клятвенно обещала стать женой моряка, но вышла затем замуж за плотника и была в конце концов уведена злым духом, о чём здесь подробно рассказывается в стихах. Исполняется на мотив «Красотка из Бристоля», «Бэйтмен» или «Верный Джон».Перевод Л. М. Аринштейна |

На основе того, что в конце одной из ранних копий листка стояли инициалы «L. P.», высказывались предположения, что его автором являлся писавший для дешёвых изданий того времени Лоуренс Прайс (англ. Laurence Price, 1628—1675), и что якобы за основу он взял реальную историю женщины из Плимута, которая сбежала с моряком, своей давней любовью, от мужа-плотника, а тот покончил с собой. Однако так же вероятно и то, что автор просто соединил известный ему случай и бытовавший в устной традиции мотив, с определённостью что-то утверждать невозможно. Вторая версия баллады, под названием The Distressed Ship-Carpenter, появилась в печати, также в формате бродсайда, уже в XVIII веке. Следующий её вариант записал с устного исполнения Питер Бьюкен. Вопросы зависимости между этими тремя вариантами (A, B и C по Чайлду, соответственно) и их влияния друг на друга остаются дискуссионными.
Многочисленные версии баллады, возникшие в Америке во второй половине XIX века, чаще всего носят название The House Carpenter.

## Сюжет
К замужней женщине в отсутствие супруга возвращается её давний возлюбленный, моряк, которого она долгое время не видела. Визитёр прельщает её отправиться вместе с ним за море (в одном варианте Чайлда—на берега Италии, часто соблазняя богатством, которое он скопил). Та целует на прощание своего ребёнка (или детей) и отправляется за другом на корабль (который подчас не имеет команды на борту). Вскоре после отплытия она начинает тосковать по оставленной семье. В некоторых вариантах на горизонте становятся видны сияющие под солнцем холмы. На вопрос женщины моряк отвечает, что это райские земли, куда они не направляются. При виде же зловещей горы, покрытым льдом, он заявляет, что там находится ад, куда они и плывут. Дьявольский любовник увеличивается в размерах и ломает корабль, который идёт на дно со своими пассажирами.
Подробный анализ разных вариантов баллады был сделан Барбарой Фосс Ливи. Подобные сюжеты неизвестны в мировом фольклоре, хотя в одной скандинавской балладе женщина отказывается следовать за похожим таинственным соблазнителем, выбирая тяжёлую и полную лишений жизнь, а тот позже появляется снова, чтобы укорить её за это.

## Русский перевод
Перевод баллады на русский язык был осуществлён Самуилом Яковлевичем Маршаком в 1915—1916 годах, однако при жизни переводчика не публиковался. Впервые он был напечатан по автографу в 1973 году.
Демонические мотивы этой баллады переосмыслены М. Кузминым в «шестом ударе» поэмы «Форель разбивает лёд» (1927).